# Borghild Niskin
Borghild Solveig Niskin (* 19. Februar 1924 in Hole; † 18. Januar 2013 in Bærum) war eine norwegische Skirennläuferin. Niskin war 17-fache norwegische Meisterin und dreimalige Olympiateilnehmerin. 1956 wurde sie als erste Frau mit der Holmenkollen-Medaille ausgezeichnet.

## Biografie
Bei ihrem Olympiadebüt 1948 in St. Moritz bildete Niskin zusammen mit Laila Schou Nilsen das zweiköpfige alpine Damenteam Norwegens. Ihre beste Platzierung erreichte sie im Slalom mit Rang 19, zudem wurde sie 23. in der Abfahrt. Ein 24. Platz im Riesenslalom war zwei Jahre später ihr einziges Ergebnis bei den Weltmeisterschaften 1950 in Aspen. Sehr viel erfolgreicher verliefen die Winterspiele 1952 im heimischen Oslo. Als beste Norwegerin wurde sie Sechste im Riesenslalom und Elfte im Slalom, nur in der Abfahrt kam sie nicht ins Ziel. Im selben Jahr wurde sie jeweils Dritte in Slalom und Kombination der SDS-Rennen in Grindelwald. Diesen Erfolg bestätigte Niskin bei den Weltmeisterschaften 1954 im schwedischen Åre, wo sie jeweils Achte in der Abfahrt und der Kombination und zudem Elfte im Slalom sowie 17. im Riesenslalom wurde, und bei den Olympischen Winterspielen 1956 in Cortina d’Ampezzo. Bei ihrer dritten Olympiateilnahme wurde sie mit acht Zehntelsekunden Rückstand auf die Bronzemedaillengewinnerin Dorothea Hochleitner Siebte im Riesenslalom, zudem Neunte in der Abfahrt und Elfte im Slalom. In der nur als Weltmeisterschaft zählenden Kombinationswertung belegte sie Platz fünf. Für diese Leistungen wurde ihr 1956 als erster Frau überhaupt zusammen mit Arnfinn Bergmann und Arne Hoel die Holmenkollen-Medaille verliehen. Sie war nur eine von neun nicht-nordischen Skisportlern seit 1895, denen diese Ehrung zuteilwurde.

## Statistik

### Olympische Winterspiele
(zählten zugleich als Weltmeisterschaften)
- St. Moritz 1948: 19. Kombination, 23. Abfahrt
- Oslo 1952: 6. Riesenslalom, 11. Slalom
- Cortina d’Ampezzo 1956: 7. Riesenslalom, 9. Abfahrt, 11. Slalom, 5. Kombination*

* Die Kombination zählte nur als Weltmeisterschaftswettbewerb

### Weltmeisterschaften
- Aspen 1950: 24. Riesenslalom
- Åre 1954: 8. Kombination, 8. Abfahrt, 11. Slalom, 17. Riesenslalom

### Norwegische Meisterschaften
Niskin wurde 17-fache norwegische Meisterin:
- 7× Abfahrt (1949 bis 1954 und 1956)
- 3× Riesenslalom (1951, 1953, 1955)
- 5× Slalom (1946, 1949, 1950, 1952, 1955)
- 2× Kombination (1949, 1950)